# Béthemont-la-Forêt
Béthemont-la-Forêt ist eine französische Gemeinde mit 426 Einwohnern (Stand: 1. Januar 2022) im Département Val-d’Oise in der Region Île-de-France. Sie gehört zum Arrondissement Pontoise und zum Kanton Domont (bis 2015: Kanton Taverny). Die Einwohner werden Béthemontois genannt.

## Geographie
Béthemont-la-Forêt befindet sich etwa 25 Kilometer nordnordwestlich von Paris. Umgeben wird Béthemont-la-Forêt von den Nachbargemeinden Villiers-Adam im Norden und Westen, Chauvry im Osten sowie Taverny im Süden und Südwesten.
Durch den Norden der Gemeinde führt die Route nationale 104 (die sog. Francilienne).

## Bevölkerungsentwicklung
| Jahr                      | 1962 | 1968 | 1975 | 1982 | 1990 | 1999 | 2006 | 2012 |
| Einwohner                 | 148  | 143  | 275  | 329  | 480  | 451  | 428  | 429  |
| Quelle: Cassini und INSEE |      |      |      |      |      |      |      |      |

## Sehenswürdigkeiten
- Kirche Notre-Dame de la Pitié, errichtet 1859 als Ersatz für die während der Französischen Revolution zerstörte Kirche
- Calvaire
- Gutshof Montauglan aus dem 17. Jahrhundert

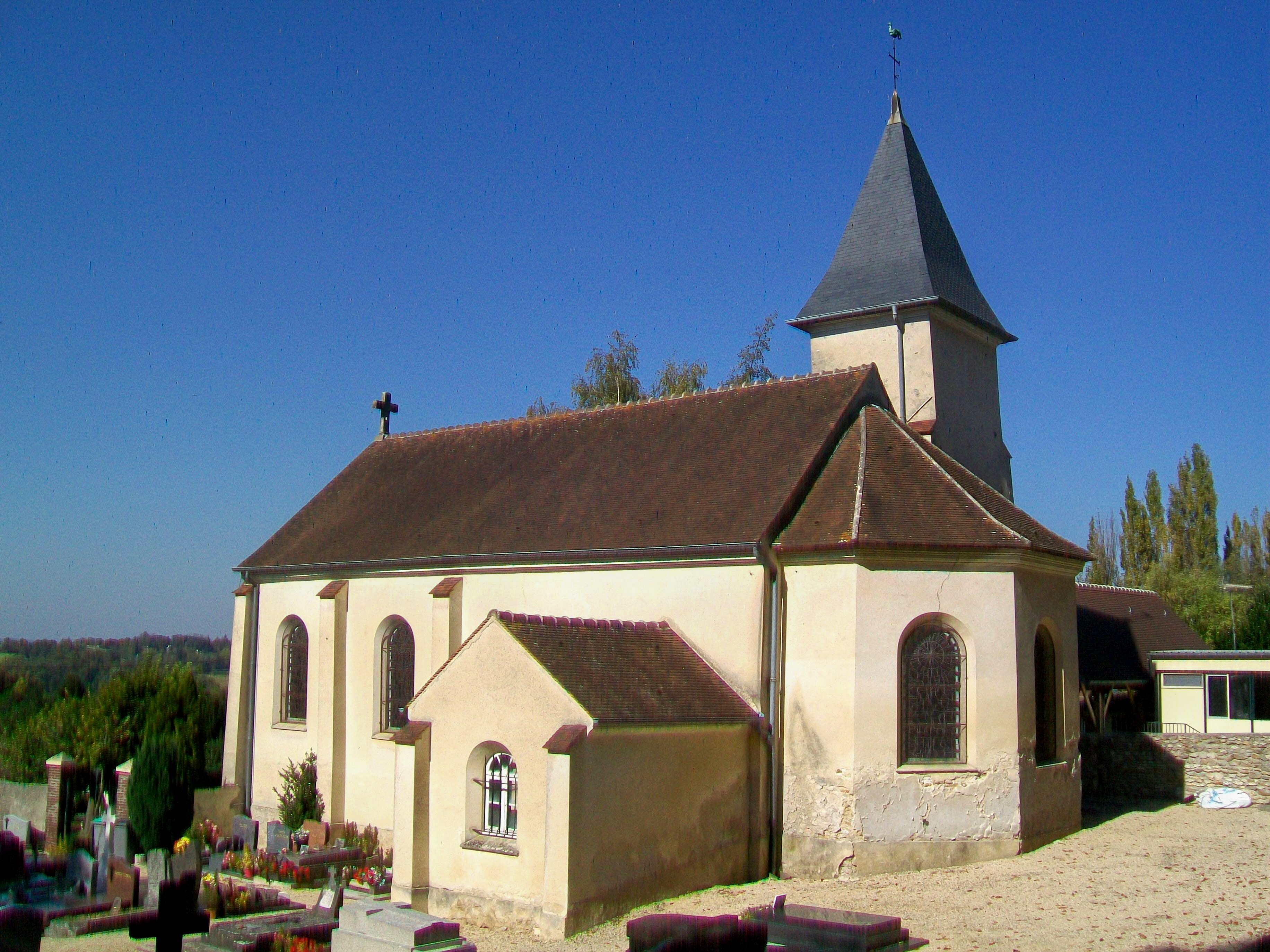
Kirche Notre-Dame